# La Guerre du feu
La Guerre du feu is een Frans-Canadese film uit 1981, geregisseerd door Jean-Jacques Annaud met in de hoofdrollen Everett McGill, Ron Perlman, Nameer El-Kadi, en Rae Dawn Chong
De film La Guerre du feu, met als Engelse titel Quest for Fire, is gebaseerd op de gelijknamige roman uit 1911 geschreven door de Belg J.-H. Rosny aîné (1856–1940).
De film werd goed ontvangen en was een succes in de bioscopen. Alleen al in de VS werd 67,4 miljoen dollar omzet behaald op een budget van 12,5 miljoen.

## Verhaal
De Ulam, een stam neanderthalers, bezitten een kleine vlam. Deze vlam, zorgvuldig bewaakt en verzorgd, is noodzakelijk om grotere vuren te maken. Aangezien de Ulam niet weten hoe ze vuur moeten maken is de kleine vlam hun kostbaarste bezit. Na een aanval van een vijandelijke stam, de Wagebu, en een aanval van wolven, dooft het vuur. De stam heeft nu geen bron van warmte meer en kan geen eten koken. Drie mannen van de stam, Naoh, Amoukar en Gaw, worden eropuit gestuurd om hoe dan ook een vonk van het kostbare vuur te vinden. De drie komen na enige tijd in het gebied van de Kzamm. De Kzamm zijn kannibalen die enige leden van de stam Ivaka hebben gevangengenomen. De Ivaka zijn een Homo sapiens-volk en meer geavanceerd dan de Ulam en Kzamm. De drie vallen de Kzamm aan en weten hun vuur te veroveren. Ze bevrijden ook de jonge vrouw Ika, een van de gevangen Ivaka. Met zijn vieren vluchten ze in de richting van het land van de Ulam, met de woedende Kzamm in hun kielzog. Ze weten de Kzamm te ontvluchten en bereiken nieuw land. Ika laat weten dat ze dicht bij haar huis is. Ze probeert de drie mannen naar haar stam te leiden, maar door gebrek aan communicatie leidt dit tot niets. Als Ika de volgende morgen verdwenen is gaan de drie op weg naar de Ulam. Naoh kan echter Ika niet vergeten en hij keert terug. De andere twee volgen hem aarzelend. Naoh verdrinkt bijna in een moeras maar wordt gered door de Ivaka. Al snel wordt Naoh door de Ivaka ingewijd in hun stamleven. De Ivaka zijn veel verder gevorderd dan de Ulam, ze hebben een taal, potten, hutten en kunnen vuur maken. Ze dragen deze laatste vaardigheid over aan de dankbare Naoh. Uiteindelijk gaat Naoh met Amoukar, Gaw en Ika op pad om het vuur naar de Ulam te brengen. Ze bereiken de stam en brengen behalve het vuur ook andere nieuwe vindingen van de Ivaka, zoals wapens, mee. De Ulam zien vol verbazing toe hoe je vuur kunt maken door stokjes tegen elkaar aan te wrijven. Naoh en Ika leren ook een aantal nieuwe technieken op het gebied van seks en Ika raakt in verwachting. De Ulam zijn dankzij de Ivaka een stuk wijzer geworden in de strijd om het bestaan.

## Rolverdeling
| Acteur         | Personage |
| -------------- | --------- |
| Everett McGill | Naoh      |
| Ron Perlman    | Amoukar   |
| Nameer al-Kadi | Gaw       |
| Rae Dawn Chong | Ika       |

## Achtergrond

### Historische betrouwbaarheid
De film speelt 80.000 jaar geleden, in de periode aan het einde van het middenpaleolithicum. Dit was het tijdvak van de neanderthaler. Zowel in de roman waarop de film is gebaseerd, als in de film zelf is het middenpaleolithicum echter niet accuraat uitgebeeld, als gevolg van onbekendheid met het tijdvak in de tijd dat het boek en de film uitkwamen. Op de dvd-commentaartrack zegt de regisseur dat als de film nu gemaakt zou worden, met de huidige kennis over het paleolithicum, de film er heel anders uit zou zien.
Net als in de roman laat de film drie soorten zien van de Homo; de Homo erectus (Wagabu), Homo neanderthalensis (Ulam) en de Homo sapiens (Ivaka). De neanderthalers zien eruit als de stereotiepe holenmens, als een tussenstap tussen de aapachtige Homo erectus en de geavanceerde Homo sapiens. Tegenwoordig wordt de interactie tussen de neanderthaler en de Homo sapiens in Europa op een later tijdstip dan 80.000 jaar geleden gesteld; meer aan het eind van het middenpaleolithicum en aan begin van het laatpaleolithicum, tussen de 40.000 en 20.000 jaar geleden.
Bij een aantal zaken had de film het bij het rechte eind. De neanderthalers hebben bijvoorbeeld rood haar. Studies die werden gepubliceerd in 2000 tonen aan dat sommige neanderthalers inderdaad roodharig waren.
Recent onderzoek heeft in het DNA van de moderne mens bewijzen gevonden van de contacten tussen neanderthaler en Homo sapiens. De laatste jaren neigen wetenschappers er toe dat deze contacten er inderdaad waren, maar vermoedelijk pas 40.000 tot 30.000 jaar geleden.
Schrijver Anthony Burgess creëerde de kunstmatige prehistorische taal die wordt gesproken door de neanderthalers. Voor de Ivaka werd de taal van de Cree en Inuït gebruikt, de volkeren die wonen in de buurt van de poolcirkel in Noord-Canada. Zoöloog Desmond Morris, schrijver van De Naakte Aap controleerde de lichaamstaal en bewegingen van de acteurs.

### Locaties
Het was aanvankelijk de bedoeling om de film geheel in IJsland op te nemen, maar uiteindelijk werden ook opnamen gemaakt in Canada (Badlands (Alberta), Nationaal park Bruce Peninsula (Ontario) en Cathedral Grove in MacMillan Provincial Park (British Columbia), Schotland (Ben Nevis en Nationaal park Cairngorms) en Kenia (Lake Magadi en Tsavo National Park).

## Prijzen
De film won in 1981 twee Césars, voor Beste film en Beste Regisseur, en won in 1983 een Oscar voor Beste Make-up.